# پپلان
پپلان (به انگلیسی: Piplan) یک منطقهٔ مسکونی در پاکستان است که در ناحیه میانوالی واقع شده‌است.